# Peix Nicolau
El Peix Nicolau, és un home que, com les sirenes, és mig peix i mig humà. Les diverses llegendes i contes que en parlen arreu de la Mediterrània conten històries diverses sobre encantaments i misteris marins.

## Versió mallorquina
Nicolau era un nin que sempre volia estar en remull a la mar i la seva mare, cansada, un dia li digué: «mal tornassis peix» i la maledicció es va fer realitat de cintura per avall. El dugueren a la mar on trescà tots els racons, cosa que li va permetre crear les cartes de navegar. Però mai havia trescat el Saluet entre Santa Margalida i Artà i, tot i que l'advertiren del perill, hi va voler anar i hi va morir ofegat. La rondalla acaba advertint del perill d'aquest lloc, on un ésser tan destre amb les qüestions de la mar hi va colar la vida.
La rondalla sembla estar molt escampada, perquè Mossèn Alcover la va recollir a Manacor, Puigpunyent i Pollença.

## Altres versions
Més o menys és el rei de les aigües i de tot el que hi viu. Viu a la terra que banya el mar. Albirar-lo és signe de mal averany. Cal fer per no veure'l i sobretot no pescar-lo mai o no es podrà evitar l'infortuni. Segons la font, es tracta d'un sol individu o d'una espècie sencera.
La llegenda explica que el Peix Nicolau de petit era un nen molt amant de l'aigua que vivia en un poble de la costa i que es passava tot el dia nedant al mar. Cansada la seva mare pels esforços de treure'l fora de l'aigua tal com li costava, un dia el va maleir exclamant que «tant de bo es convertís en un peix». I així va passar tot just ho va haver dit. Al final, cansat per tots els inconvenients que comportava viure a terra amb mig cos de peix —en lloc de caminar havia d'arrossegar-se i com els peixos, per no fer-se malbé havia de ser en remull— va quedar-se a viure a la mar on encara hi és.
Cada març surt del seu cau per saber si hi ha cap novetat de la terra des de l'any passat, fa un passeig i un cop ja ha vist el que volia, se'n torna al seu palau sota les aigües.